# Jean Véloz
Jean Veloz (Los Ángeles, California, Estados Unidos; 1 de marzo de 1924-15 de enero de 2023) fue una bailarina profesional estadounidense.

## Vida
Jean Grinnell Phelps nació en Los Ángeles, California, el 1 de marzo de 1924. De niña, Phelps practicaba el baile Lindy Hop con sus hermanos y amigos. Más tarde ganó una competencia de jitterbug con su hermano, Raymond, en Santa Mónica contra más de 500 participantes.

## Carrera
Después de ganar un concurso de baile en el Hollywood Legion Stadium, Phelps obtuvo una tarjeta del Screen Actors Guild y consiguió un papel en la comedia musical Swing Fever (1943), bailando junto a bailarines de swing que interpretaban a militares. Otros créditos incluidos ¿Dónde están tus hijos? (1943), Jive Junction (1943) y The Horn Blows at Midnight (1945). Veloz también apareció con Arthur Walsh en Groovie Movie (1944), un cortometraje que describe la historia del baile swing.

## Últimos años y muerte
En 1947, Phelps se casó con Harold Davi, pero luego se divorciaron. En 1963 se casó con su pareja de baile Frank Veloz. Permanecieron juntos hasta su muerte en 1981. Se retiró del baile profesional a finales del 2020, para dedicarse a su vida privada. Veloz murió en su casa de Los Ángeles el 15 de enero de 2023, a la edad de 98 años.